# Les Friction (альбом)
Les Friction — перший альбом американського альтернативного рок-гурту Les Friction, виданий у 2012 році.

## Список композицій
1. Louder than Words — 4:44
2. Torture (feat. Bruce Watson) — 5:03
3. What You Need — 3:31
4. Here Comes the Reign — 3:45
5. World on Fire — 3:50
6. Save Your Life — 3:08
7. Sunday — 3:36
8. String Theory — 4:05
9. Come Back to Me (feat. Emily Valentine) — 3:51